# Mycosphaerella panacis
Mycosphaerella panacis är en svampart som först beskrevs av Mordecai Cubitt Cooke, och fick sitt nu gällande namn av Tomilin 1968. Mycosphaerella panacis ingår i släktet Mycosphaerella och familjen Mycosphaerellaceae.   Inga underarter finns listade i Catalogue of Life.